# Raja Alem

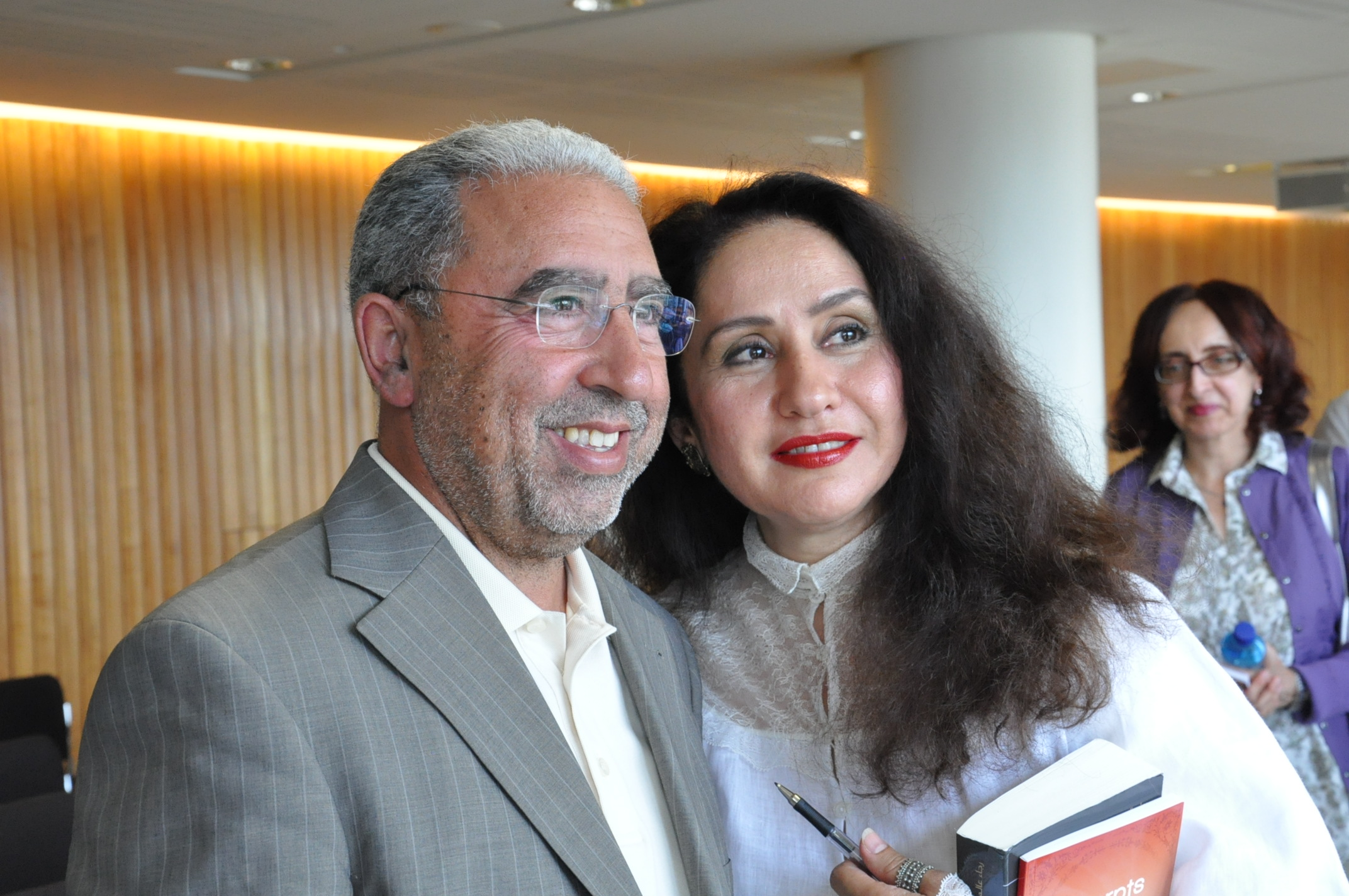
Raja Alem und Mohammed Achaari bei einer Buchvorstellung in London (2011)

Raja Alem (arabisch رجاء عالم, DMG Raǧāʾ ʿĀlim; * 1970 in Mekka, Hedschas, Saudi-Arabien) ist eine saudi-arabische Autorin, deren Werke in mehrere Sprachen übersetzt und mit Preisen ausgezeichnet wurden. Für ihren Roman Tauq al-Hamâm (dt. Das Halsband der Tauben) erhielt sie 2011 den International Prize for Arabic Fiction.

## Leben
Raja Alem wurde 1970 in Mekka, Saudi-Arabien, geboren und stammt aus einer alten Mekkaner Familie. Sie studierte an der König-Abdulaziz-Universität in Dschidda Englische Literatur und veröffentlichte erste Texte im Feuilleton der Zeitung Riyadh. Es folgten Romane, Theaterstücke, eine Biografie, Kurzgeschichten und Erzählungen für Kinder. Ihre Werke wurden in mehrere Sprachen, unter anderem ins Deutsche, Englische, Französische, Italienische, Spanische und Polnische übersetzt. Sie schreibt in klassischem Arabisch und ihr Stil wird als komplex und hermetisch beschrieben, durchzogen von historischen, mythischen und literarischen Referenzen. In ihren neueren Werken „kombiniert sie traditionelle Einflüsse mit signifikanten Merkmalen der Moderne und lenkt die Aufmerksamkeit auf die jüngeren Trends nahöstlicher Kultur“. Raja Alem erhielt für ihr schriftstellerisches Schaffen mehrere Auszeichnungen, darunter 2011 den renommierten International Prize for Arabic Fiction (Arabic Booker) für den Roman Tauq al-Hamâm (Das Halsband der Tauben). Sie schrieb das Buch „zunächst auf Englisch, um Mekka mit den Augen einer Fremden zu sehen und um sich von der inhärenten Zensur ihrer Muttersprache zu befreien“. Ihr nächster Roman Sarab (2019) ist auf Englisch und auf Deutsch erschienen, nicht jedoch im arabischen Original.
2011 stellte Raja Alem mit ihrer Schwester, der Malerin Shadia Alem, auf der 54. Biennale di Venezia die Lichtskulptur The Black Arch aus. Sie ist Mitglied des Internationalen PEN-Clubs und der Al-Mansouria-Stiftung für Kunst und Kultur und nahm 2014 in einem Gespräch in der FAZ Stellung zu dem Verhältnis zwischen dem Islam und den 'Fanatikern'.
Raja Alem lebt in Dschidda und Paris.

## Veröffentlichungen
- Nahr al-Hayawan, 1994.
- Tariq al-Harir. Al-Markaz ath-Thaqafi al-Arabi, Beirut, Libanon 1995.
- Khatim, 2001.
  - 2. Auflage als Taschenbuch: Almaktabah Distributors, 2007.
- Fatma: a Novel of Arabia. Übersetzt und mit einem Nachwort von Tom McDonough. Syracuse University Press, Syracuse, New York 2003, ISBN 0-8156-0738-5.
- Sitr. Al-Markaz ath-Thaqafi al-Arabi, Beirut, Libanon 2004.
- My Thousand and One Nights. A Novel of Mecca. Übersetzt von Tom McDonough. Syracuse University Press, Syracuse, New York 2007, ISBN 978-0-8156-0866-0.
- Tauq al-Hamâm. Al-Markaz ath-Thaqafi al-Arabi, Beirut, Libanon 2010, ISBN 978-9953-68-475-8.
  - dt.: Das Halsband der Tauben. Übersetzt von Hartmut Fähndrich. Unionsverlag, Zürich 2013. ISBN 978-3-293-20660-1.
- Sarab. Übersetzt von Hartmut Fähndrich. Unionsverlag, Zürich 2018. ISBN 978-977-416-876-5.[5]

## Auszeichnungen
- 1991: Ibn-Tufail-Preis des Spanisch-Arabischen Kulturzentrums in Madrid
- 2005: Arabic Women’s Creative Writing Prize der UNESCO
- 2008: Preis des Libanesischen Literaturvereins in Paris
- 2011: International Prize for Arabic Fiction für Tauq al-Hamâm (dt. Das Halsband der Tauben)
- 2014: LiBeraturpreis für denselben Roman[6]